# Saint-Ay
Saint-Ay – miejscowość i gmina we Francji, w Regionie Centralnym, w departamencie Loiret.
Według danych na rok 1990 gminę zamieszkiwało 2978 osób, a gęstość zaludnienia wynosiła 296 osób/km² (wśród 1842 gmin Regionu Centralnego Saint-Ay plasuje się na 115. miejscu pod względem liczby ludności, natomiast pod względem powierzchni na miejscu 1144.).